# Sybaris bicolorkeps
Sybaris bicolorkeps is een keversoort uit de familie van oliekevers (Meloidae). De wetenschappelijke naam van de soort is voor het eerst geldig gepubliceerd in 1932 door Pic.